# Hansie Cronje
 (décembre 2023).
Si vous disposez d'ouvrages ou d'articles de référence ou si vous connaissez des sites web de qualité traitant du thème abordé ici, merci de compléter l'article en donnant les références utiles à sa vérifiabilité et en les liant à la section « Notes et références ».
Pour les articles homonymes, voir Cronje.
Wessel Johannes Cronje, dit Hansie Cronje, est un joueur de cricket international sud-africain né à Bloemfontein le 25 septembre 1969 et décédé à  le 1er juin 2002 dans les montagnes Outeniqua. Batteur, il débute avec l'équipe de l'État libre d'Orange au cours de la saison 1987-1988. Il est sélectionné pour la première fois avec l'équipe d'Afrique du Sud en One-day International en 1992, puis dispute la même année le premier test-match joué par l'Afrique du Sud après deux décennies d'isolation sportive due à l'Apartheid. Il devient capitaine de la sélection en 1995.
En 2000, Hansie Cronje est soupçonné d'avoir été payé par des bookmakers pour truquer des matchs, ce qu'il finit par reconnaître. Il est mis à pied puis suspendu à vie de toute activité liée au cricket. Il meurt deux ans plus tard, à l'âge de trente-deux ans, dans un accident aérien près de la ville de George. En 2004, un sondage le désigne 11e parmi les « 100 plus grands Sud-Africains ». Le film Hansie, sorti en 2008, retrace sa vie.

## Biographie
Cronje est né à Bloemfontein, en Afrique du Sud, d'Ewie Cronje et San-Marie Cronje le 25 septembre 1969. Il est diplômé en 1987 du Grey College de Bloemfontein, où il était le chef d'enfant. Excellent sportif polyvalent, il représentait l'Orange Free State Province de l'époque dans le cricket et le rugby au niveau des écoles. Il était le capitaine des équipes de cricket et de rugby de son école. Cronje a obtenu un baccalauréat en commerce de l'Université de l'État libre. Il avait un frère aîné, Frans Cronje, et une sœur cadette, Hester Parsons.
Son père Ewie avait joué pour Orange Free State dans les années 1960, et Frans avait également joué au cricket de première classe.
Cronje a fait ses débuts de première classe pour Orange Free State contre Transvaal à Johannesburg en janvier 1988 à l'âge de 18 ans. La saison suivante, il a été un habitué, participant aux huit matchs de la Coupe Currie et faisant partie de l'équipe gagnante de la Benson and Hedges Series, marquant 73 en première partie de la finale. En 1989-1990, malgré tous les matchs de la Coupe Currie, il n'a pas réussi à gagner un siècle et n'a atteint qu'en moyenne 19,76 ; cependant, en match d'une journée, il a obtenu en moyenne 60,12. Au cours de cette saison, il a marqué son premier siècle pour les universités sud-africaines contre les rebelles de Mike Gatting.
Bien qu'il vienne d'avoir 21 ans, Cronje a été nommé capitaine d'Orange Free State pour la saison 1990-1991. Il a marqué son premier siècle pour eux contre Natal en décembre 1990, et a terminé la saison avec un autre siècle et un total de 715 points à 39,72. Cette saison-là, il a également marqué 159* dans un match de 40 sur 40 contre Griqualand West.
En 1992-1993, il a été capitaine d'Orange Free State au double Castle Cup/Total Power Series.
En 1995, Cronje a participé au Leicestershire où il a marqué 1301 points à 52,04, terminant la saison en tant que meilleur marqueur du comté.
En 1995-1996, il a terminé la saison en tête des moyennes au bâton de la Coupe Currie[2], son meilleur score de 158 a aidé Free State à poursuivre 389 pour battre Northern Transvaal.
En 1997, Cronje a joué pour l'Irlande en tant que joueur étranger dans la Benson and Hedges Cup et l'a aidé à remporter une victoire de 46 points sur Middlesex en marquant 94 points sans but et en prenant trois guichets.
C'était la toute première victoire de l'Irlande contre l'opposition du comté anglais.
Plus tard dans la même compétition, il a marqué 85 points et a pris un guichet contre Glamorgan
La forme de Cronje en 1991/92 était impressionnante, surtout dans le format d'une journée où il était en moyenne 61,40. Il a reçu une commande internationale pour la Coupe du monde de 1992, faisant ses débuts One Day International contre l'Australie à Sydney. Pendant le tournoi, il a participé à huit des neuf matchs de l'équipe, avec une moyenne de 34 $ avec la batte, tandis que son rythme moyen a été utilisé dans le bowling 20 overs.
Après la Coupe du monde, Cronje a participé à la tournée aux Antilles ; il a figuré dans les trois ODI, et dans le match d'essai à Bridgetown qui a suivi, il a fait ses débuts aux Essais. C'était le premier test d'Afrique du Sud depuis leur réadmission et ils ont failli battre une équipe antillaise forte, entrant dans la dernière journée à 122/2 après 200, ils se sont effondrés à 148.
L'Inde a fait une tournée en Afrique du Sud en 1992/93. Lors de la première journée internationale, il a frappé les célèbres six lorsque son équipe n'avait besoin que de 6 balles, et a reçu le prix Man of the match pour son bowling. Dans la série d'une journée, Cronje n'a réussi qu'une cinquantaine, mais avec le ballon, il était économique et a remporté ses meilleurs chiffres en carrière de 5/32, devenant ainsi le deuxième Sud-Africain à prendre cinq guichets dans une ODI.
Dans la série Test qui a suivi, il a marqué son premier siècle test, 135 sur 411 balles, après être venu à 0-1 au deuxième rang, il était le dernier homme à sortir, après huit heures et trois quarts, sur un total de 275. Cela a contribué à la première victoire d'essai de l'Afrique du Sud depuis sa réadmission. À la fin de la saison, lors d'un tournoi triangulaire avec le Pakistan et les Antilles, il a marqué 81 balles sur 70 contre le Pakistan.
Dans la prochaine série d'essais en Afrique du Sud contre le Sri Lanka, Cronje a marqué son deuxième siècle test, 122 lors de la deuxième épreuve à Colombo ; la marge de victoire d'une manche et de 208 points est un record sud-africain. Il a terminé la série avec 237 points à 59,25 après avoir marqué 73* lors de la troisième épreuve tirée au sort.
Capitaine de stand-in	Éditer
En 1993-1994, il y a eu un autre double de la Castle Cup/Total Power Series pour Orange Free State. En cricket international, il a été nommé vice-capitaine pour la tournée en Australie malgré le plus jeune membre de l'équipe. Dans le premier ODI du tournoi triangulaire avec la Nouvelle-Zélande et l'Australie, il a guidé l'Afrique du Sud vers la victoire contre l'Australie au MCG avec 91*, ce qui lui a valu le prix de l'homme du match. Il a marqué 71 points lors d'un premier test affecté par la pluie à Melbourne avant un deuxième test tendu que l'Afrique du Sud a remporté par 5 points. Une blessure au capitaine Kepler Wessels a signifié que Cronje était capitaine pour la dernière journée du match. Entre les deuxième et troisième essais, le tournoi d'une journée s'est poursuivi, maintenant avec Cronje comme capitaine, l'Afrique du Sud a fait la série finale, mais l'a perdue 2-1 contre l'Australie. Il est devenu le deuxième plus jeune capitaine d'essai d'Afrique du Sud, après Murray Bisset en 1898-1899, lorsqu'il a dirigé l'équipe pour le troisième test à Adélaïde, mais ce fut un début infructueux de sa carrière de capitaine car la série était au carrée.
En février 1994, il y a eu la série de retour alors que l'Australie faisait une tournée en Afrique du Sud. Cronje a commencé la série ODI avec des scores de 112, 97, 45 et 50* et lorsque l'Australie a affronté Orange Free State dans son dernier match avant le premier test, Cronje a frappé 251 sur 306 balles, dont 200 le dernier jour où 294 points ont été ajoutés. Malgré cela, Orange Free State a perdu le match. Lors de la première spéciale à Johannesburg, il a ajouté un autre siècle alors que l'Afrique du Sud a gagné par 197 points. Cette manche était la fin d'une période de 14 jours au cours de laquelle il avait marqué 721 points contre les Australiens. Cependant, il n'a pas atteint cinquante lors des deux tests suivants et quatre ODI car les deux séries ont été tirées au sort.
Il y a eu une autre série tirée au sort lorsque l'Afrique du Sud a fait une tournée en Angleterre en 1994. Cronje n'a marqué qu'un siècle sur l'ensemble du circuit et n'a marqué que 90 points dans la série de trois tests. En octobre 1994, l'Afrique du Sud s'est de nouveau heurtée à l'Australie dans une série triangulaire d'une journée mettant également en vedette le Pakistan. Cronje a marqué 354 points avec une moyenne de 88,50. Malgré cela, l'Afrique du Sud a perdu tous ses matchs.
Cette série était la première de Bob Woolmer en tant qu'entraîneur et la dernière de Kepler Wessels en tant que capitaine. Cronje, qui avait précédemment été vice-capitaine, a été nommé capitaine de la série d'essais avec la Nouvelle-Zélande en 1994-1995.
Le capitaine Hansie Cronje dans une interview après que l'Afrique du Sud ait remporté un championnat
L'Afrique du Sud a perdu la première spéciale à Johannesburg, mais avant la deuxième spéciale, les deux équipes ainsi que le Pakistan et le Sri Lanka ont concouru pour le Trophée Mandela, la Nouvelle-Zélande n'a pas réussi à remporter une victoire dans la phase de six matchs du tournoi à la ronde tandis que l'Afrique du Sud a battu le Pakistan en finale. Cela a changé l'élan lorsque l'Afrique du Sud a remporté des victoires à Durban et au Cap, où Cronje a marqué son quatrième siècle d'essais, il a été le premier capitaine depuis W. G. Grace pour gagner un caoutchouc de trois matchs après avoir été un down.
Au début de 1995, l'Afrique du Sud a remporté des essais ponctuels contre le Pakistan et la Nouvelle-Zélande, à Auckland Cronje a marqué le seul siècle du match avant qu'une déclaration de la dernière journée ne laisse à ses melons à peine assez de temps pour rejeter les Kiwis.
En octobre 1995, l'Afrique du Sud a remporté un test unique avec le Zimbabwe. Cronje a marqué une deuxième manche 54* pour les guider vers une victoire de sept guichets. En deux jours qui ont suivi, il a pris cinq guichets alors que l'Afrique du Sud remportait confortablement les deux. L'Afrique du Sud a remporté les cinq séries d'essais contre l'Angleterre 1 à 0 malgré les difficultés de Cronje, marquant 113 points à 18,83. Cependant, il a obtenu le meilleur score dans la série d'une journée qu'ils ont remportée 6-1.
Lors de la Coupe du monde de 1996, il a marqué 78 et 45* contre la Nouvelle-Zélande et le Pakistan respectivement alors que l'Afrique du Sud remportait leur groupe, mais en quart de finale avec les Antilles, un siècle de Brian Lara a mis fin à leur série de dix victoires consécutives.
La saison 1996-1997 comprenait des séries consécutives avec l'Inde. Le premier à l'extérieur a été perdu 2-1. La série à domicile a été remportée 2 à 0. Dans les six tests combinés, Cronje en a réussi une cinquantaine. Cronje a produit une meilleure forme contre l'Australie, avec une moyenne de plus de 50 dans les séries test et ODI, bien que les deux aient été perdus.
Cronje a commencé 1997-1998 en menant l'Afrique du Sud à leur première victoire en série au Pakistan, son frappeur a continué de lutter avec sa plus grande contribution étant de prendre les guichets d'Inzamam-ul-Haq et de Moin Khan dans la troisième épreuve.

Cronje s'est de nouveau heurté à l'Australie et a de nouveau terminé du côté perdant. Dans la série triangulaire d'une journée, ils ont remporté le groupe avec l'Australie qui vient de gratter, ils ont également remporté la première "finale", mais l'Afrique du Sud a perdu les deux dernières finales. Pendant les matchs de groupe, Cronje avait menacé de mener son équipe après que Pat Symcox lui eut lancé des missiles, Symcox a eu le dernier rire mettant fin au match avec 4/24. Avant le début de la série Test, il a marqué des siècles consécutifs contre la Tasmanie et l'Australie A, c'était son premier en deux ans.
Dans le premier test, Cronje a marqué 70 points alors que l'Afrique du Sud sauvait le match ; dans le deuxième test, il a duré 335 minutes pour ses 88. Malgré cela, ils ont perdu par manches. Dans la troisième épreuve, ils ont marqué 517 points et bien que Mark Taylor ait porté sa batte pour 169, l'Australie a dû battre 109 overs pour sauver le match. Mark Waugh a frappé 404 minutes et, malgré la controverse lorsque Waugh a frappé l'une de ses cautions (en vertu de la loi 35, il a été jugé avoir terminé son accident vasculaire cérébral et n'a donc pas donné), l'Afrique du Sud a manqué trois guichets. Cronje a mis une souche par la porte du vestiaire des arbitres après le match et a eu la chance d'éviter une interdiction.
Cronje a raté le premier test de la série avec le Pakistan en raison d'une blessure au genou. Le deuxième test à Durban a été perdu, mais il a obtenu le meilleur score à Port Elizabeth avec 85, pour aider à égaler les trois séries d'essais 1 à 1. Il était encore temps dans la saison pour une série de deux tests avec le Sri Lanka. Le premier a été remporté avec Cronje marquant 49 et 74 ; dans le deuxième test, il a pris 3/14, son meilleur bowling dans les essais, et a brisé 82 sur 63 balles, sa cinquantaine étant élevée avec trois six consécutifs de Muttiah Muralitharan, et n'a été atteint que sur 31 balles ; à l'époque, dans la série triangulaire, que l'Afrique du Sud a remportée, il n'en a marqué qu'une cinquantaine à East London où il a également pris 2/17 sur 10 overs.
Lors de la série Test de 1998 contre l'Angleterre, Cronje a marqué cinq années cinquante consécutives, n'ayant pas réussi à en marquer un lors des neuf tests précédents contre eux. Lors de son cinquantième test, à Trent Bridge, il a marqué 126, son sixième et dernier siècle test et son premier en 29 matchs. Lors de sa deuxième manche de 67, il a dépassé 3 000 points - seulement le deuxième Sud-Africain à le faire.
Cependant, l'Angleterre a remporté le test, et celui de Headingley, pour remporter la série 2-1, Cronje a terminé la série en tant que meilleur buteur d'Afrique du Sud avec 401 points à 66,83.
Blanchiment, attache et confiscation
Dans la série West Indies de 1998-1999, Cronje a été capitaine de l'Afrique du Sud à leur seul blanchissement à la chaux dans une série de cinq tests.Son meilleur frappeur contre les Antilles est survenu en jouant pour Free State ; il a marqué 158* alors qu'ils poursuivaient 438 et comblaient un déficit de 249 premières manches.
Dans la série ODI, il a été le meilleur buteur d'Afrique du Sud et a pris 11 guichets à 14,72 alors que l'Afrique du Sud a gagné 6-1.
En mars 1999, ils ont fait une tournée en Nouvelle-Zélande, les battant 1 à 0 dans la série Test et 3-2 dans les one-dayers.
Lors de la Coupe du monde 1999, Cronje a terminé avec 98 points à 12,25 alors que l'Afrique du Sud a été éliminée après la célèbre demi-finale à égalité contre l'Australie à Edgbaston. Dans le premier match du tournoi contre l'Inde, Cronje est arrivé sur le terrain avec un écouteur câblé à l'entraîneur Bob Woolmer, mais lors de la première pause-boire Talat Ali, l'arbitre Talat Ali lui a ordonné de l'enlever.
En octobre 1999, Cronje est devenu le meilleur buteur de course au test d'Afrique du Sud lors du premier test contre le Zimbabwe.[ 17] Les deux séries d'essais ont été remportées 2 à 0 grâce à des victoires en manches. L'Afrique du Sud a remporté la série avec l'Angleterre lors du quatrième test au Cap, le cinquantième capitaine de Cronje.
Le cinquième test de la série Afrique du Sud contre Angleterre 1999-2000 à Centurion a été ruiné par la pluie, entrant dans le dernier jour, seulement 45 overs avaient été possibles avec South Africa 155/6. Le dernier matin, alors qu'ils se battaient, la nouvelle a filtré que les capitaines s'étaient rencontrés et allaient "en faire un match". Un objectif de 250 sur 70 overs a été convenu. Lorsque l'Afrique du Sud a atteint 248/8, a déclaré Cronje ; les deux équipes ont ensuite perdu une manche, laissant à l'Angleterre un objectif de 249 pour gagner les essais, ce qu'elles ont fait avec deux guichets restants et seulement cinq balles restantes. Cela a mis fin à la série de 14 matchs invaincus de l'Afrique du Sud en test de cricket. On a appris plus tard que Cronje acceptait de l'argent et un cadeau d'un bookmaker en échange d'une déclaration anticipée dans ce test. (Voir ci-dessous).
Cronje a marqué avec 56 premiers buts après que l'Afrique du Sud ait été laissée à 21-5 en finale du tournoi triangulaire qui mettait en vedette l'Angleterre et le Zimbabwe.
Le 31 mars 2000, sa carrière de cricket s'est terminée par un 79 balles de 73 contre le Pakistan en finale de la Sharjah Cup 1999/2000.

Sous la capitainerie de Cronje, l'Afrique du Sud a remporté 27 essais et perdu 11, remportant des victoires en série contre toutes les équipes à l'exception de l'Australie.
Il a été capitaine de l'équipe One Day International à 99 victoires sur 138 matchs avec un match nul et trois sans résultat. Il détient le record sud-africain des matchs remportés en tant que capitaine, et son record de capitaine de son équipe en 138 matchs n'est amélioré que par les 149 matchs de Graeme Smith en tant que capitaine de l'ODI[ 21] Ses 99 victoires en tant que capitaine font de lui le quatrième capitaine le plus titré au monde en termes de matchs remportés, derrière Ricky Ponting, Allan Border et Mahendra Singh Dhoni et en termes de pourcentage de victoires (73,70), derrière Ponting et Clive Lloyd.
Entre septembre 1993 et mars 2000, il a joué dans 162 ODI consécutifs, un disque sud-africain.
Cronje a le record de jouer le plus grand nombre de matchs ODI consécutifs en tant que capitaine (130) et est le seul joueur à jouer dans plus de 100 matchs ODI consécutifs.
Le 7 avril 2000, il a été révélé qu'il y avait eu une conversation entre Cronje et Sanjay Chawla, représentant d'un syndicat indien de paris, au sujet d'allégations de trucage de matchs. Trois autres joueuses, Herschelle Gibbs, Nicky Boje et Pieter Strydom, ont également été impliquées. Après une enquête de la Commission des rois, Cronje a été interdit de toute implication dans le cricket à vie.[ 25] Il a contesté son interdiction de perpétuité en septembre 2001, mais le 17 octobre 2001, sa demande a été rejetée.
Après 13 ans, le 22 juillet 2013, la police de Delhi a enregistré un premier rapport d'information pour le trucage de matchs en 2000 ; le dossier d'accusation dans l'affaire impliquant quelques joueurs de cricket sud-africains, y compris son ancien capitaine Hansie Cronje, a finalement été déposé.

Le 1er juin 2002, le vol régulier de retour de Cronje de Johannesburg à George a été immobilisé. Il a ensuite effectué un vol en tant que seul passager à bord d'un Hawker Siddeley HS 748turboprop. Près de l'aéroport de George, les pilotes ont perdu de la visibilité dans les nuages et n'ont pas pu atterrir, en partie en raison de l'équipement de navigation inutilisable. En tournant, l'avion s'est écrasé dans les montagnes Outeniqua au nord-est de l'aéroport. Cronje, 32 ans, et les deux pilotes ont été tués instantanément.
En août 2006, une enquête sur l'écrasement d'avion a été ouverte par la Haute Cour sud-africaine.[ 27] L'enquête a conclu que "le décès du défunt Wessel Johannes Cronje a été causé par un acte ou une omission prima facie équivalant à une infraction de la part des pilotes".
Les théories du complot selon lesquelles Cronje a été assassiné sur les ordres d'un syndicat de paris sur le cricket ont prospéré après sa mort et ont récemment été renflouées par l'ancien entraîneur du Nottinghamshire Clive Rice à la suite de la mort de l'entraîneur pakistanais Bob Woolmer en mars 2007. Il a été allégué qu'il avait été assassiné pour cacher les vérités derrière le trucage de matchs.

Hansie Cronje a épousé Bertha Hans le 8 avril 1995. Ils n'avaient pas d'enfants. La veuve de Hansie a ensuite épousé Jacques Du Plessis, un vérificateur financier, en 2003. Il a été rapporté que les parents et les frères et sœurs de Hansie ont assisté à la cérémonie privée.

## Bilan sportif

### Principales équipes
|                                     | Test                  | ODI                   |
| ----------------------------------- | --------------------- | --------------------- |
| Afrique du Sud                      | 1992 - 2000           | 1992 - 2000           |
|                                     | First-class           | List A                |
| État libre d'Orange puis État-libre | 1987-1988 - 1999-2000 | 1988-1989 - 1999-2000 |
| Leicestershire                      | 1995                  | 1995                  |
| Irlande                             |                       | 1997                  |

### Statistiques
De 1994 à 2000, Hansie Cronje est 53 fois capitaine de l'équipe d'Afrique du Sud en Test cricket et 138 fois en One-day International, deux records pour cette sélection battus depuis par Graeme Smith,.